# Centropages
Genre
Centropages est un genre de crustacés copépodes de l'ordre des Calanoida et de la famille des Centropagidae.

## Liste des espèces
- Centropages abdominalis Sato, 1913
- Centropages aucklandicus Krämer, 1895
- Centropages bradyi Wheeler, 1900
- Centropages calaninus (Dana, 1849)
- Centropages caribbeanensis Park, 1970
- Centropages chierchiae Giesbrecht, 1889
- Centropages elegans Giesbrecht, 1895
- Centropages elongata
- Centropages elongatus Giesbrecht, 1896
- Centropages furcatus (Dana, 1852)
- Centropages gracilis (Dana, 1849)
- Centropages hamatus (Lilljeborg, 1853)
- Centropages kroeyeri Giesbrecht, 1892
- Centropages orsinii Giesbrecht, 1889
- Centropages typicus Krøyer, 1849
- Centropages velificatus (Oliveira, 1947)
- Centropages violaceus (Claus, 1863)
- Centropages yamadai